# Hemistola siciliana
Hemistola siciliana là một loài bướm đêm trong họ Geometridae.